# Rudolf Ganahl

Rudolf Ganahl, ca. 1908

Rudolf Romeo Ganahl (* 16. Juni 1833 in Feldkirch; † 17. September 1910 ebenda) war ein österreichischer Politiker, Chemiker und Industrieller. Ganahl war von 1873 bis 1878 Abgeordneter zum Abgeordnetenhaus des österreichischen Reichsrats. Von 1891 bis 1910 war er zudem Präsident der Vorarlberger Handelskammer.

## Leben und Wirken
Rudolf Ganahl wurde am 16. Juni 1833 als ältester Sohn des Feldkircher Textilfabrikanten Carl Ganahl und dessen Frau Claudia (geb. Zingerle) geboren. Nach dem Besuch von Volksschule und Gymnasium in Feldkirch studierte er an der Universität Gießen Chemie. Dort promovierte er schließlich auch als Chemiker zum Doktor der Naturwissenschaften (selbst verwendete er den akademischen Titel allerdings nie). In weiterer Folge wurde er Gesellschafter des Familienunternehmens Carl Ganahl & Co., das zu einem der bedeutenderen Textilunternehmen Vorarlbergs heranwuchs und deren Gießerei und Maschinenfabrik Carl Ganahl & Co ab dem 1. Juli 1905 unter dem Dornbirner Fabrikanten Ignaz Rüsch – dessen Familienangehörigen 3/4 der Anteile gehörten – zur Maschinenfabrik Rüsch-Ganahl AG fusionierte.
Seine politische Karriere begann Rudolf Ganahl in der Stadtvertretung von Feldkirch, wo er von 1868 bis 1888 und von 1894 bis 1901 Mitglied war. Ab 1872 war er zudem Mitglied des Feldkircher Ortsschulrats, im Jahr 1872 auch Mitglied der Weltausstellungs-Kommission für Vorarlberg. Bei der Reichsratswahl 1873 wurde er von den Vorarlberger Städten bzw. der Vorarlberger Handels- und Gewerbekammer als deren Kurien-Abgeordneter ins Abgeordnetenhaus des Reichsrats gewählt. Am 5. November 1873 wurde er somit als liberaler Abgeordneter des Abgeordnetenhauses angelobt. Er legte das Mandat 1878 nieder und lehnte eine Wiederwahl durch seine Kurie ab, die in der Folge Johann Georg Waibel als seinen Nachfolger ins Abgeordnetenhaus entsandte. Im Februar 1891 wurde er als Nachfolger seines Vaters zum Präsidenten der Vorarlberger Handels- und Gewerbekammer gewählt, was er bis zu seinem Tod im Jahr 1910 blieb.
Ehrenamtlich engagierte sich Rudolf Ganahl als langjähriger Oberschützenmeister der Feldkircher Schützengesellschaft, im Turnverein Feldkirch, der ihn auch zum Ehrenmitglied ernannte, und als Ausschussmitglied der Feldkircher Sparkasse. Er erhielt für sein Wirken den Ritterorden der Eisernen Krone III. Klasse.

## Privatleben
Rudolf Ganahl heiratete im Jahr 1859 die in Feldkirch geborene Maria Karolina Battlogg. Ein gemeinsamer Sohn, der 1860 geborene Karl Ganahl, der später das Familienunternehmen übernahm, wurde 1918/19 als Landtagsabgeordneter in der Provisorischen Vorarlberger Landesversammlung politisch tätig.